# Rhein-Neckar-Kreis
Rhein-Neckar-Kreis là một huyện (Kreis) phía Tây bắc bang Baden-Württemberg, Đức.

### Biểu trưng
| Coat of arms |

## Xã và đô thị
| Städte (Thị trấn)          | Städte (Thị trấn)                     | Städte (Thị trấn)            | Städte (Thị trấn) | Städte (Thị trấn) |
| -------------------------- | ------------------------------------- | ---------------------------- | ----------------- | ----------------- |
|                            |                                       | Eberbach                     | 15 258            | 81.2 km²          |
|                            |                                       | Eppelheim                    | 14 629            | 5.6 km²           |
|                            |                                       | Hemsbach                     | 12 230            | 12.9 km²          |
|                            |                                       | Hockenheim                   | 21 031            | 34.8 km²          |
|                            |                                       | Ladenburg                    | 11 473            | 19 km²            |
|                            |                                       | Leimen                       | 26 932            | 20.6 km²          |
|                            |                                       | Neckarbischofsheim           | 3 946             | 26.4 km²          |
|                            |                                       | Neckargemünd                 | 14 032            | 26.2 km²          |
|                            |                                       | Rauenberg                    | 7 631             | 11.1 km²          |
|                            |                                       | Schönau                      | 4 696             | 22.5 km²          |
|                            |                                       | Schriesheim                  | 14 855            | 31.6 km²          |
|                            |                                       | Schwetzingen                 | 22 159            | 21.6 km²          |
|                            |                                       | Sinsheim                     | 35 517            | 127 km²           |
|                            |                                       | Waibstadt                    | 5 659             | 25.6 km²          |
|                            |                                       | Walldorf                     | 14 774            | 19.9 km²          |
|                            |                                       | Weinheim                     | 43 692            | 58.1 km²          |
|                            |                                       | Wiesloch                     | 25 897            | 30.3 km²          |
| Gemeinden (Municipalities) |                                       |                              |                   |                   |
|                            |                                       | Altlußheim                   | 5 296             | 16 km²            |
|                            |                                       | Angelbachtal                 | 5 002             | 17.9 km²          |
|                            |                                       | Bammental                    | 6 498             | 12.2 km²          |
|                            |                                       | Brühl                        | 14 256            | 10.2 km²          |
|                            |                                       | Dielheim                     | 8 933             | 22.7 km²          |
|                            |                                       | Dossenheim                   | 12 008            | 14.1 km²          |
|                            |                                       | Edingen-Neckarhausen         | 14 127            | 12 km²            |
|                            |                                       | Epfenbach                    | 2 517             | 13 km²            |
|                            |                                       | Eschelbronn                  | 2 572             | 8.2 km²           |
|                            |                                       | Gaiberg                      | 2 427             | 4.2 km²           |
|                            |                                       | Heddesbach                   | 494               | 8.2 km²           |
|                            |                                       | Heddesheim                   | 11 566            | 14.7 km²          |
|                            |                                       | Heiligkreuzsteinach          | 3 054             | 19.6 km²          |
|                            |                                       | Helmstadt-Bargen             | 3 793             | 28 km²            |
|                            |                                       | Hirschberg an der Bergstraße | 9 405             | 12.4 km²          |
|                            |                                       | Ilvesheim                    | 7 768             | 5.9 km²           |
|                            |                                       | Ketsch                       | 12 808            | 16.5 km²          |
|                            |                                       | Laudenbach                   | 6 110             | 10.3 km²          |
|                            |                                       | Lobbach                      | 2 401             | 14.9 km²          |
|                            | Tập tin:COA Malsch (bei Wiesloch).svg | Malsch                       | 3 401             | 6.8 km²           |
|                            |                                       | Mauer                        | 3 919             | 6.3 km²           |
|                            |                                       | Meckesheim                   | 5 343             | 16.3 km²          |
|                            |                                       | Mühlhausen (Kraichgau)       | 8 218             | 15.3 km²          |
|                            |                                       | Neidenstein                  | 1 820             | 8.5 km²           |
|                            |                                       | Neulußheim                   | 6 675             | 3.4 km²           |
|                            |                                       | Nußloch                      | 10 734            | 13.6 km²          |
|                            |                                       | Oftersheim                   | 10 686            | 12.8 km²          |
|                            |                                       | Plankstadt                   | 9 559             | 8.4 km²           |
|                            |                                       | Reichartshausen              | 2 015             | 10 km²            |
|                            |                                       | Reilingen                    | 7 068             | 16.4 km²          |
|                            |                                       | Sandhausen                   | 14 336            | 14.6 km²          |
|                            |                                       | Schönbrunn                   | 2 987             | 34.5 km²          |
|                            |                                       | Spechbach                    | 1 720             | 8.5 km²           |
|                            |                                       | St. Leon-Rot                 | 12 539            | 25.6 km²          |
|                            |                                       | Wiesenbach                   | 3 092             | 11.1 km²          |
|                            |                                       | Wilhelmsfeld                 | 3 293             | 4.8 km²           |
|                            |                                       | Zuzenhausen                  | 2 138             | 11.6 km²          |

## Sights
|  | Dilsberg     | Bergfeste Dilsberg is a castle on a mountain over the Neckar River in Neckargemünd.                                                                         |
|  | Eberbach     | The historic old town with its four towers, many timber-frame houses and some town wall remnants, is a magnet for tourists.                                 |
|  | Hockenheim   | The Hockenheimring is the home of the Formula One German Grand Prix.                                                                                        |
|  | Ladenburg    | Ladenburg has an old town from the Late Middle Ages. Its history dates back to Celtic and Roman ages.                                                       |
|  | Neckargemünd | Neckargemünd still keeps its medieval charm. |
|  | Schwetzingen | Schwetzingen Castle was the summer residence of the Electors Palatine Karl III Philip và Charles Theodore.                                                  |
|  | Sinsheim     | Sinsheim's main tourist attraction is the Sinsheim Auto & Technik Museum, displaying a collection of historic vehicles to over 1 million visitors per year. |
|  | Weinheim     | Weinheim is situated on the Bergstraße ("Mountain Road") on the western rim of the Odenwald.                                                                |

## International relations

### Thành phố kết nghĩa
- Vichy, Pháp[1]